# 布朗斯维尔 (肯塔基州)
布朗斯维尔（英語：Brownsville），是美国肯塔基州的一座城市。建立于1826年，面积约为6.7平方公里（2.6平方英里）。根据2010年美国人口普查，该市的人口为836人。